# Дона Лание
Дона Лание (на английски: Donna Lanier) е американска писателка, авторка на бестселъри в жанровете романтично фентъзи, исторически и комедиен любовен роман. Пише под псевдонима Дара Джой (на английски: Dara Joy).

## Биография и творчество
Дара Джой е родена през 1952 г. в Масачузетс, САЩ.
През 1995 г. прави сензационен дебют с първия си роман „Рицарят на един трилион звезди“ от романтично-еротичната си фентъзи серия „Матрицата на съдбата“.
В своите произведения тя търси нови трасета на експерименталната фантастика като залага на съвссем нов подход към дамската фантазия и еротична чувственост.
Нейните книги са били 8 пъти в списъците на бестселърите. Носителка е много награди. Удостоена е с наградата „Призма“ (Prism) за фантастичен романс.
Дона Лание живее в Рандолф, Масачузетс.

## Произведения

### Самостоятелни романи
- Ritual of Proof (2001)
- The Amazing Tales of Wildcat Arrows (2005)
- Taste of The Devil (2009)

### Серия „Матрицата на съдбата“ (Matrix of Destiny)
1. Рицарят на един трилион звезди, Knight of a Trillion Stars (1995)
2. Реджар, Rejar (1997)
3. Надареният, Mine to Take (1998)
4. Усещане за фамилиер, That Familiar Touch (2004)
5. Секс до смърт, Death by Ploot Ploot! (2010)
6. Cat Scratched! (2010)

### Серия „Тайбър и Занита“ (Tyber and Zanita)
1. High Energy (1996)
2. High Intensity (2000)

### Участие в общи серии с други писатели

#### Серия „Легендарни любовници“ (Legendary Lovers)
- Тази нощ или никога, Tonight or Never (1997)

от серията има още 8 романа от различни автори

### Новели
- My One (1996)
- Santa Reads Romance (1997)
- В гората на Къркпатрик, In Kirkpatrick's Woods (2010)

### Сборници
- „Santa Reads Romance“ в „The Night Before Christmas“ (1996) – с Виктория Александър, Сандра Хил и Нел Макфадър
- „My One“ в „Lovescape“ (2004) – с Ан Ейвъри, Фийби Кон и Сандра Хил
- This Year's Christmas Present (2008) – с Нина Бангс и Сандра Хил

Някои от романите ѝ познати в България са фен-преводи.